# Greatest Hits Live (album d'Earth, Wind and Fire)
Pour les articles homonymes, voir Greatest Hits Live.
Albums de Earth, Wind & Fire
Millennium
(1993) In the Name of Love
(1997)
Greatest Hits Live est un album live du groupe américain Earth, Wind and Fire, sorti le 29 octobre 1996 chez Rhino Records.
Les chansons de l'album ont été enregistrées en public le 20 avril 1995 à la discothèque Velfarre à Tokyo, au Japon. L'album a également été publié sous les titres de Plugged in Live et Live in Velfarre,.

## Accueil critique
Le site AllMusic attribue une note de 2,5 étoiles sur 5, qualifiant l'album de « prestation amusante pour les fans dévoués ». Avec une note de 4,5 étoiles sur 5, Bob Jones du magazine musical britannique Muzik décrit Greatest Hits Live comme « une collection sans faille ».

## Liste des titres
| No  | Titre                       | Auteur                                        | Durée |
| --- | --------------------------- | --------------------------------------------- | ----- |
| 1.  | In the Stone                | David Foster, Maurice White, Allee Willis     | 2:42  |
| 2.  | September                   | Al McKay, Maurice White, Allee Willis         | 2:27  |
| 3.  | Let Your Feelings Show      | David Foster, Maurice White, Allee Willis     | 1:37  |
| 4.  | Let's Groove                | Wayne Vaughn, Maurice White                   | 3:10  |
| 5.  | Sun Goddess                 | Jon Lind, Maurice White                       | 5:37  |
| 6.  | Can't Hide Love             | Skip Scarborough                              | 3:25  |
| 7.  | Boogie Wonderland           | Jon Lind, Allee Willis                        | 3:21  |
| 8.  | Fantasy                     | Eddie DelBarrio, Maurice White, Verdine White | 5:23  |
| 9.  | Reasons                     | Philip Bailey, Charles Stepney, Maurice White | 7:38  |
| 10. | That's the Way of the World | Charles Stepney, Maurice White, Verdine White | 5:25  |
| 11. | Africano                    | Larry Dunn, Maurice White                     | 5:54  |
| 12. | I'll Write a Song for You   | Philip Bailey, Steve Beckmeier, Al McKay      | 3:26  |
| 13. | Be Ever Wonderful           | Larry Dunn, Maurice White                     | 3:43  |
| 14. | After the Love Has Gone     | Bill Champlin, David Foster, Jay Graydon      | 4:42  |
| 15. | Shining Star                | Philip Bailey, Larry Dunn, Maurice White      | 4:36  |
| 16. | System of Survival          | Skylark                                       | 5:48  |
| 17. | Sing a Song                 | Al McKay, Maurice White                       | 1:30  |
| 18. | Devotion                    | Philip Bailey, Maurice White                  | 5:02  |

## Crédits
- Philip Bailey – chant, percussion
- Ray Brown – trompette
- Carl Carlwell – chant
- Sonny Emory – batterie
- Scott Mayo – saxophone
- Mike McKnight – claviers
- Morris Pleasure – claviers
- Sheldon Reynolds – guitare, chant
- David Romero – percussion
- Maurice White – kalimba, percussion, chant
- Verdine White – basse
- Reggie C. Young – trombone

Crédits adaptés du livret de l'album.

## Classements hebdomadaires
| Classement (1996–97)                  | Meilleure position |
| ------------------------------------- | ------------------ |
| Japon (Oricon)                        | 43                 |
| Pays-Bas (Mega Album Top 100)         | 19                 |
| Royaume-Uni (Blues & Soul R&B Albums) | 48                 |
| Suède (Sverigetopplistan)             | 13                 |